# Amar Ujala
Amar Ujala is een Hindi-dagblad in India. Het is de op drie na meest gelezen Hindi-krant van het land. De oplage is meer dan 3 miljoen exemplaren. De krant wordt onder meer goed gelezen in New Delhi, Chandigarh, Punjab, Himachal Pradesh en Uttar Pradesh.
De broadsheet-krant werd in 1948 in Agra opgericht, het eerste nummer verscheen op 18 april. Het dagblad is tegenwoordig gevestigd in Noida en is eigendom van Amar Ujala Publications Ltd.. Een zusterblad is Amar Ujala Compact, een tabloid-krant.